# Maria Teresa Francisca de Espanha
Maria Teresa Carlota de Habsburgo nasceu em 1635 no palácio de era filha de Felipe III e de Francisca de Valência,uma cortesã.Para não gerar escândalos foi criada pelo conde-duque de Olivares.Em 1645 foi se casar com o arquiduque da Áustria,Leopoldo e foi morar em Viena.Em 1648 foi morta com sua família no cerco a Viena